# برج تقاطع

Vierung

برج تقاطع (انگلیسی: Crossing) در معماری [به ویژه معماری کلیسا]، برجی است که در محل تقاطع دو بازوی چلیپا قرار می‌گیرد. از آنجایی که برج تقاطع از هر چهار طرف باز [آزاد] است، وزن برج یا گنبد «به شدت بر گوشه‌ها قرار داشته و می‌تواند تنش ایجاد کند» و بنابراین، ساخت و ساز پایدار برای چنین عنصری در معماری، نیازمند مهارت زیادی از سوی معماران است.

## نگارخانه

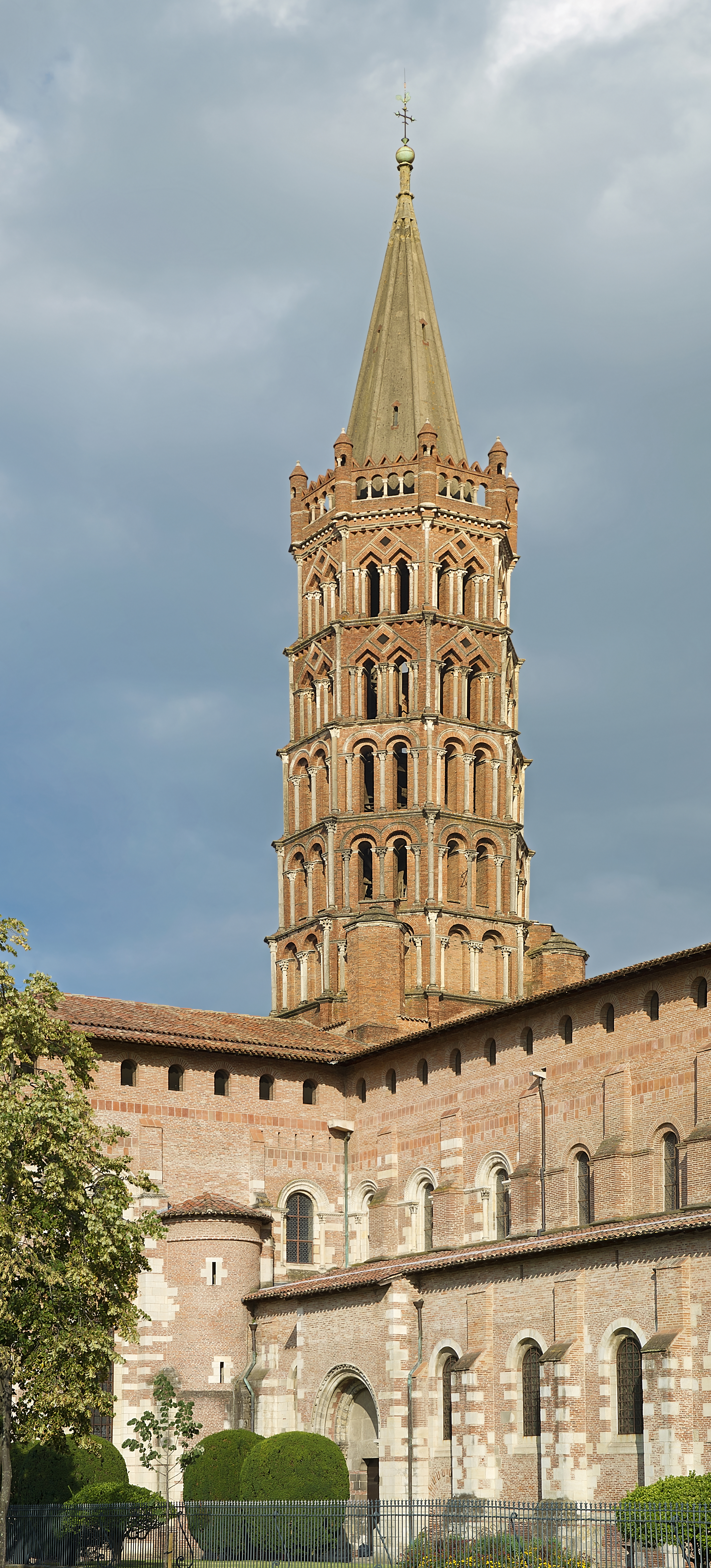